# John Savile

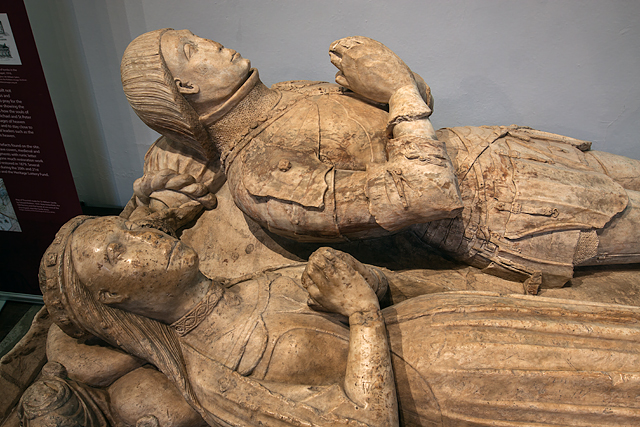
Grab Sir John Savile und Ehefrau Alice in Thornhill

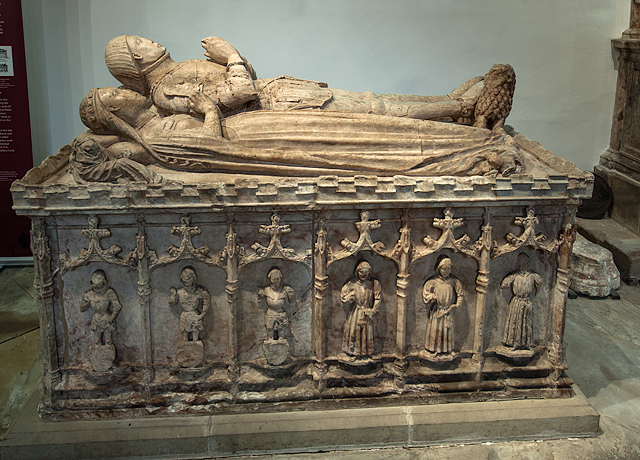
Grab Sir John Savile und Ehefrau Alice in Thornhill

Sir John Savile of Thronhill († 1482) war ein englischer Ritter.

## Leben
Sir John war ein Sohn von Sir Thomas Savile und Margaret, Tochter des Thomas Pilkington.
Er begann seine Karriere 1441 im Hundertjährigen Krieg unter Richard Plantagenet, 3. Duke of York. Von Richard Plantagenet erhielt John Savile 1442 auch den Ritterschlag. Sir John wurde 1450 für Yorkshire ins Parlament gewählt und war in der Grafschaft High Sheriff 1454/55, 1459 und 1461.
Er besaß etliche Anwesen und Ländereien, wie zum Beispiel in Estrington, Thurlestone, Thornhill, Hunsworth, Ovenden und Wadsworth. Sir John war ein treuer Anhänger des Hauses York und war für Richard, Duke of York ein wichtiger Verwalter als Chief Steward of Wakefield und Constable of Sandal Castle.
Während der Rosenkriege kämpfte Sir John für York 1455 bei der Ersten Schlacht von St Albans und 1461 in Towton. Ob Sir John 1460 an der Schlacht von Wakefield teilnahm, ist nicht überliefert, aber sehr wahrscheinlich, da die Schlacht nur unweit von Sandal Castle und auch von seinem persönlichen Sitz in Thornhill stattfand.
In den Jahren 1467 bis 1475 wurde Sir John durch König Eduard IV. des Öfteren als Justice of Peace mit Ordnungsaufgaben in der Grafschaft Yorkshire beauftragt.
Sir John starb am 2. Januar 1482 in Sandal Castle und wurde in der Kirche St. Michael and all Angels in Thronhill bestattet.

## Ehe und Nachkommen
Sir John war verheiratet mit Alice, Tochter des Sir William Gascoigne.
Das Paar hatte folgende Nachkommen:
- John ⚭ Anne, Tochter des William Wyatt
- William
- Thomas of Lupset ⚭ Margaret, Tochter des Thomas Balforth
- Henry
- Richard
- Nicolas

und noch einige Töchter